# Sid Meier's Alpha Centauri
 (janvier 2013).
Si vous disposez d'ouvrages ou d'articles de référence ou si vous connaissez des sites web de qualité traitant du thème abordé ici, merci de compléter l'article en donnant les références utiles à sa vérifiabilité et en les liant à la section « Notes et références ».
Jeu de gestion et de stratégie au tour par tour, créé par Sid Meier, Alpha Centauri repose sur une hypothétique colonisation humaine de la planète Chiron, située dans le système d’Alpha du Centaure.
Alpha Centauri peut être considéré comme la suite du jeu Civilization, dont l’objectif final était d’envoyer un vaisseau coloniser le système d’Alpha Centauri. Selon l’histoire, le vaisseau spatial transportant les colons est victime d’une avarie peu avant son arrivée, obligeant les humains jusqu’alors unis à se diviser en sept factions rivales caractérisées par des idéologies différentes et dont les objectifs et les capacités divergent. Chacune des factions parvient à quitter le navire et à gagner la surface de Chiron à bord d’un module de survie.
Bien que le jeu ait bénéficié d'une excellente réception critique, il est celui de la série Civilization qui s'est le moins bien vendu.

## Déroulement du jeu
Le jeu débute en 2100. À chaque tour ou année, chacune des 7 factions organise son activité, les déplacements de ses unités (civiles ou de combats). Le jeu s'arrête lorsqu'une des factions domine les autres, soit par ses conquêtes, son économie, ses recherches et le développement de technologies ou lorsque l'on atteint une date déterminée (2600).
En tant que jeu de mise en place des civilisations, il offre la possibilité au joueur de définir lui-même son objectif final, orientant celui-ci vers des objectifs de victoire diplomatique, économique, par conquête ou par transcendance.
Au cours du jeu, le joueur se glisse dans la peau du leader d’une des sept factions, et essaie de développer sa colonie et de parvenir à la victoire. Les différents joueurs entrent progressivement en contact les uns avec les autres, et s’engagent dans une course au pouvoir, chacun étant libre d’adopter la stratégie qui lui convient le mieux dans la poursuite de son objectif.
Les découvertes scientifiques faites au cours du jeu définissent les technologies disponibles pour chaque faction, ce qui définit la nature des bâtiments et aménagements pouvant être construits dans les bases, ainsi que le type d’unités pouvant être produites (militaires, unités d’exploration, de terra-formation ou de colonisation).
En plus de la compétition entre factions humaines, une forme de vie indigène (qui joue un rôle d'anticorps à l'échelle planétaire) entre aussi en compétition pour les ressources disponibles sur Chiron (également appelé Planète).

### Les factions
Les sept factions du jeu sont les suivantes :
- la Fédération spartiate - Fidèle à son nom, elle place la plus haute priorité sur la force et la préparation au combat. Elle est commandée par la colonelle Corazon Santiago ;
- les Filles de Gaïa - Valorise la vie en harmonie écologique avec la Planète, et déteste le gâchis de la nature. Leur chef est Lady Deirdre Skye ;
- l’Université de la planète - Valorise la connaissance et le savoir scientifique, cependant pas nécessairement obtenu éthiquement. Elle est conduite par l’académicien Prokhor Zakharov ;
- la Force de maintien de la paix - Travaille dur à maintenir la paix par le truchement de la diplomatie et le maintien de la charte des Nations unies. Elle est menée par le préfet Pravin Lal ;
- la Ruche humaine - État policier totalitaire. Elle est contrôlée par le directeur et président Sheng-Ji Yang ;
- les Dévots du Seigneurs - Technophobes ultrareligieux. Ils sont menés par sœur Miriam Godwinson ;
- les Industries Morgan - Valorise la richesse matérielle. Ils sont conduits par le PDG Nwabudike Morgan.

L'extension Alien Crossfire permet de jouer sept factions supplémentaires, dont deux de race extra-terrestre : 
- les Gardiens - Race d'extra-terrestre Manifold cherchant à empêcher les Usurpateurs d'atteindre la Transcendance à tout prix. Ils sont supervisés par le Gardien Lula H'minee ;
- le culte de la Planète - Sorte de secte dévouée à la Planète et à sa dirigeante, le Prophète Cha Dawn, prétendant incarner la Voix de Chiron ;
- la Conscience cybernétique - Faction dont les membres ont sacrifié leurs émotions au profit d'un vaste réseau de savoir mathématique, destiné à faire progresser la science. Leur chef est la Fonction Primaire Aki Zeta-5 ;
- les Libres Droïdes - Grande société de droïdes (la classe sociale la plus pauvre) révolutionnaires luttant contre les abus des classes sociales plus aisées, ils sont menés par Bosco Domai ;
- les Anges des données - Groupe spécialisé dans l'espionnage et les opérations secrètes, ils aiment déstabiliser les gouvernements. Leur dirigeant est le Technicien des données Sinder Roze ;
- les Pirates du Nautilus - Ils vivent dans la mer, profitant ainsi de plus d'espace et de possibilités d'exploration. Cette flotte est commandée par le Capitaine Ulrik Svensgaard ;
- les Usurpateurs de Manifold - Deuxième race extra-terrestre Manifold, ils cherchent à vaincre les Gardiens pour mettre fin à la guerre civile Manifold par Transcendance. Leur quête est conduite par le Conquérant Judaa Marr.

## Critique
| Sid Meier's Alpha Centauri |      |       |
| Média                      | Pays | Notes |
| Computer Gaming World      | US   | 5/5   |
| Game Revolution            | US   | B+    |
| GameSpot                   | US   | 91 %  |
| Gen4                       | FR   | 4/5   |
| IGN                        | US   | 95 %  |
| Joystick                   | FR   | 85 %  |

Bien que d’autres jeux soient fondés sur des principes similaires, Alpha Centauri est particulièrement soigné. L’interface est très bien conçue, la bande son impeccable, les vidéos d’excellente qualité et la traduction particulièrement réussie.
Le jeu, doublé d’une œuvre de science-fiction et reposant sur des principes écologiques assez poussés, est extrêmement bien documenté, d’une profondeur conceptuelle rare, et invite à une véritable réflexion sur le devenir de l’humanité.
Un des autres points forts du jeu est la personnalisation avancée des unités, chacune étant considérée comme un « châssis » (jeep, hélicoptère, croiseur…) sur lequel on monte une « arme/module », un « blindage » et un type de « moteur », le tout complété par des « modules » optionnels (amphibie, brouillage, capacité d'artillerie…). Ceci permet de créer au goût du joueur divers types d'unités suivant ses besoins et son style de jeu, et selon les technologies découvertes.

## Plateformes et extension
Alpha Centauri est disponible sur PC, Macintosh et Linux (uniquement en anglais), et peut être joué en ligne. Il peut être complété par le pack d’extension Alien Crossfire, lequel propose sept nouvelles factions (dont deux sont extra-terrestres) et de nombreuses nouvelles technologies.

## Inspirations
Les formes de vie locales, mais aussi le style de la planète visitée (Alpha Centauri B) se basent fortement sur les univers créés par Frank Herbert dans son cycle du Programme conscience, en particulier dans L'Incident Jésus, ainsi que par Isaac Asimov dans son roman Némésis.
"Planet" pourrait aussi évoquer Solaris, de Stanislas Lem, le xenofongus rappelant l'Océan, mais aussi de par les "contacts" avec ces personnifications.
Plusieurs séquences des vidéos du jeu sont extraites du film Baraka.

## Accueil par la presse spécialisée
Le jeu a reçu d'excellentes critiques ; le magazine PC Gamer notamment lui a donné la note de 98 %, la plus haute note qu'il ait donnée à un jeu  (aussi décernée à Half-Life 2).